# Sala Trono
La Sala Trono és una sala de teatre de la ciutat de Tarragona. Va obrir les portes l'any 2003 a la plaça de Dames i Vells amb capacitat per a 60 persones. Programava un tipus de teatre de petit format i de caràcter intimista, amb escenografies senzilles. Va tancar portes el 2017 amb l'obra ‘Això és tot’ per la limitació de l'aforament i va continuar com a productora Va tornar a obrir en un nou espa al Metropol, gràcies a un conveni entre l'entitat i l’Ajuntament.
El 2011 el teatre es va associar amb tres teatres més (El Teatre de l'Aurora d'Igualada, la Sala La Planeta de Girona i el Teatre de Ponent (actualment Llevant Teatre) de Granollers) formant la Coordinadora de Teatres Independents de Catalunya (CTIC).